# Jean Ruhlmann
Pour les articles homonymes, voir Ruhlmann.
Jean Ruhlmann est un historien français né le 30 avril 1961, spécialiste des classes moyennes puis plus récemment du comique parlementaire. Normalien, agrégé d'histoire, il est maître de conférences à l'université de Lille et à l'Institut d'études politiques de Paris.

## Biographie
Jean Ruhlmann intègre l'École normale supérieure de Saint-Cloud en 1982 et y prépare le concours de l'agrégation d'histoire qu'il obtient en 1986.
Il obtient une licence d'histoire et une licence de philosophie à l'Université Paris-X Nanterre en 1983 et une Maîtrise d'Histoire dans la même université l'année suivante.
Jean Ruhlmann intègre ensuite le Cycle supérieur d'histoire du XXe siècle à l'Institut d'études politiques de Paris et y obtient un DEA en 1988. Son mémoire, intitulé "Un aspect de la mobilisation des classes moyennes en France : du « Front économique » à la Confédération générale des syndicats de classes moyennes, septembre 1936-août 1939" est réalisé sous la direction du Professeur Serge Berstein. En 1995, Jean Ruhlmann obtient un doctorat en Histoire à l'IEP de Paris. Sa thèse, intitulée "L'identité et la défense des classes moyennes françaises du Front populaire à la guerre", également réalisée sous la direction du Professeur Serge Berstein obtient la mention "Très bien" et les félicitations du jury. 
Jean Ruhlmann est maître de conférence depuis 1995, à l'université Lille III de 1999 à 2017, puis à la nouvelle université de Lille à partir de 2017. De 1999 à 2004, il occupe le poste de maître d'études à l'IUFM de Douai, avant d'enseigner à Lille. Il est chercheur rattaché à l'IHRIS (UMR CNRS 8529) et chercheur associé au Centre d'histoire de Sciences Po.
Jean Ruhlmann est membre du comité de rédaction de la Revue d'histoire moderne et contemporaine et du comité scientifique de Parlement(s) : Revue d'histoire politique. Ses sujets de recherches portent en premier lieu sur « les formes de représentation des classes moyennes en France depuis la fin du XIXe siècle en France (discours et formes de mobilisation) » et plus récemment sur « le comique parlementaire en France sous la IIIe République (comportements, usages et fonctions politiques) ». Jean Ruhlmann collabore à l'émission "Au fil de l'Histoire" sur France Inter depuis 2011 et est l'auteur de plusieurs manuels scolaires aux éditions Belin depuis 1988, puis aux Éditions Hatier depuis 2010.

## Les classes moyennes
Jean Ruhlmann est essentiellement connu pour ses travaux sur les classes moyennes, dont il a consacré sa thèse et qui occupe l'essentiel de ses recherches.
La thèse de l'historien étudie les formes de mobilisation et de représentation des classes moyennes françaises dans le dernier tiers des années 1930, contribuant à expliquer le revirement de celles-ci, parti radical  en tête, à l’égard de la gauche au pouvoir et la popularité considérable d’Édouard Daladier, fossoyeur du Front populaire, qui s’ensuivit. Divers milieux professionnels indépendants, après avoir entretenu quelqu’espoir au printemps puis à l’été 1936 se dressent sous l’impact notamment des décrets d’application de la loi des 40 heures en 5 x 8 heures, sans dérogation possible. Ils prennent conscience de la nécessité d’une représentation supérieure, fondée sur le confédéralisme syndical. Ceci afin de faire pièce aux grands intérêts organisés, de réclamer des aménagements à la législation sociale, et de participer aux négociations avortées relatives au Statut moderne du travail début 1938. Ces milieux craignent en effet d’être exclus comme ils le furent des négociations de juin 1936, faute de représentants qualifiés.
La CGSCM (Confédération Générale des Syndicats de Classes Moyennes) naît de ces efforts et tente d’arrimer aux classes moyennes indépendantes des villes, les professions libérales, mais aussi les cadres et ingénieurs en voie de définition et de mobilisation, comme le montrent les travaux de Luc Boltanski, ainsi que les propriétaires-exploitants agricoles. Cette confédération, pilotée par des syndicalistes est l’enjeu de luttes d’influence entre néo-socialistes et radicaux. L’arrivée de Daladier à la présidence du Conseil limite cette lutte, d’autant que la loi des 40 heures est rapidement assouplie. Les divisions internes, la guerre puis l’Occupation mettent fin à l’expérience, reprise en 1947 sous la houlette de l’ingénieur catholique Roger Millot, via le CNLACM (Comité National de Liaison et d’Action des Classes Moyennes) fondé en 1947, dans le contexte des projets de Sécurité sociale universelle et unique.
L’analyse des représentations souligne l’importance constitutive des paradigmes combinés de l’indépendance et de la culture civique inculquée par l’École républicaine de l'époque, rejoignant sur ce point les conclusions d’Antoine Prost sur l’idéologie des anciens combattants dans l’entre-deux-guerres.

## Publications

### Articles
- « Comique, éloquence et histoire politique en voix de réhabilitation », dans Histoire@politique, mai 2007, n°1
- « Jalons pour une histoire du comique parlementaire », Actes du 57e congrès de la CIHAE, 2007, 12 p[14].
- « La fragile défense des classes moyennes françaises au cours du XXe siècle », dans Informations Sociales, n° 106, 2003, p. 32-43.
- « Les notions de « classes moyennes » et de « peuple » dans l’Europe du Nord-Ouest au cours de la première moitié du XXe siècle » dans Guignet Philippe (dir.), Le Peuple des villes dans l’Europe du Nord-Ouest (fin du Moyen Âge – 1945), vol. 1, Villeneuve d’Ascq, CRHENO, 2002, p. 43-54.
- « Comment défendre les classes moyennes ? » dans Garrigues Jean (dir.), Les Groupes de pression dans la vie politique contemporaine en France et aux États-Unis de 1820 à nos jours, Rennes, PUR, 2002, p. 117 - 126.
- « Identité professionnelle et indépendance dans les professions mobilisées dans la défense des classes moyennes sous le Front populaire » in Guillaume Pierre (dir.), La Professionnalisation des classes moyennes, Talence, éd. de la MSHA, 1996, p. 343 - 356.
- « Représentations des classes moyennes françaises du Front populaire à la Seconde Guerre mondiale », Recherches contemporaines, n° 3, 1995-1996, p. 243 - 253.
- « L’escamotage de la notion de classes moyennes sous l’Occupation », Vingtième Siècle revue d’histoire, n° 37, janvier-mars 1993, p. 127 - 138.
- « Les classes moyennes, le Parti socialiste de France et le Plan : l’impossible ralliement », Matériaux pour l’histoire de notre temps, n° 17, oct.-déc. 1989.

### Ouvrages collectifs
- Petit dictionnaire des injures politiques, Bruno Fuligni (dir.), L'Éditeur, Paris, 2011.
- « Agent et identité sociale. L'A(r)gent double. La défense et l'identité sociale des classes moyennes et l'argent dans la première moitié du XXe siècle » in Alya Aglan (dir.), Les Français et l'argent, XIXe – XXe siècles, Rennes, PUR, 2011, p. 73-83.
- « Jalons pour une histoire du comique parlementaire » in Jean Garrigues (dir.), Assemblées et Parlements dans le monde du Moyen Âge à nos jours, volume 2, Paris, CHPP-Assemblée nationale, 2010, p. 1372-1384.
- « L'invention des « cadres » et des « classes moyennes » en France des années 1930 au début des années 1950 », in Paul Bouffartigue (dir.), Cadres, classes moyennes : vers l'éclatement ? Paris, A.Colin, 2010, p. 240-248
- « Rire » dans Jean-Yves Mollier et alli (dir.), Dictionnaire d'histoire culturelle de la France contemporaine, Paris, PUF, 2010, p. 808-811.
- « Les classes moyennes » dans Jean Garrigues (dir.), La France de la Ve République, Paris, A. Colin, 2008.
- « À leurs grands hommes, les classes moyennes reconnaissantes : Raymond Poincaré, Edouard Daladier, Antoine Pinay, trois « héros » de la défense des classes moyennes françaises au XXe siècle ? », dans Jean Garrigues et alii, Un Professeur en République, Paris, Fayard, 2006, p. 86-96.
- « Les discours sur les classes moyennes : aux frontières du visible et de l’invisible », dans Stéphane Beaud et alii, La France invisible, Paris, La Découverte, 2006, p. 532-546.
- « Un corporatisme sans doctrine ? Les commerçants, le corporatisme et la défense des classes moyennes dans la première moitié du XXe siècle » dans Steven Kaplan et Philippe Minard (dir.), La France, malade du corporatisme ? Paris, Belin, 2004, p. 315 - 326.

### Ouvrages
- Ni bourgeois Ni prolétaires. La Défense des classes moyennes en France au XXe siècle, Paris, Seuil, L’Univers Historique, nov. 2001, 480 p.
- Histoire de l’Europe au XXe siècle. Tome 1 : 1900-1914, Bruxelles, Complexe, 1994, 480 p.

### Autres
- "Un discours rassembleur", et "Des situations contrastées", dans le dossier coordonné par Serge Bosc, Les classes moyennes, Paris, La Documentation française, no 938-939, juillet-août 2007, 168 p[15].
- Participation aux numéros spéciaux du Point (no 1774 du 14 septembre 2006) et du Nouvel Observateur (no 2196 des 7-13 décembre 2006) consacrés à la crise des classes moyennes.